# Soul Edge
Soul Edge (ソウルエッジ, Souru Ejji) is een vechtspel uit 1996, ontwikkeld en uitgebracht door Namco. Het is het eerst spel uit de Soul-serie. Het spel werd aanvankelijk uitgebracht als arcadespel, maar later ook overgezet naar de PlayStation. De PlayStationversie is beter bekend onder de naam Soul Blade.
Soul Edge was vrij populair, maar werd in latere jaren overschaduwd door zijn opvolger, Soulcalibur.

## Achtergrond
Soul Edge is het tweede 3D-vechtspel waarin spelers wapens kunnen hanteren. Dit geeft de personages meer mogelijkheden en verschillende vechtstijlen. De personages zijn verdeeld in tragere personages die vanaf een afstand aanvallen, en snelle personages die juist dicht bij hun tegenstander moeten komen.
Een van de bekendste kenmerken van het spel was dat het het eerste vechtspel was met een gedetailleerd aantal individuele vechters, met elk hun eigen motief voor het halen van het einddoel in het spel. De personages zijn allemaal op een of andere manier met elkaar verbonden.
Soul Edge kent twee versies. De tweede versie werd gemaakt door Namco na klachten van spelers die vonden dat de eerste versie te lastig was, met name de laatste eindbaas.

## Verhaal
Soul Edge is de naam van een demonisch zwaard dat centraal staat in het spel. Dit zwaard wordt al eeuwenlang door vele mensen gezocht. Het heeft grote krachten, maar brengt de bezitter vaak alleen maar tegenspoed.
Van over de hele wereld komen negen krijgers samen, die allemaal de Soul Edge willen bemachtigen voor hun eigen redenen. Een grote strijd om het bezit van het zwaard is het gevolg.

## Gameplay
Soul Edge werd gemaakt voor de introductie van de "8-Way Run", waarmee een speler zijn personage in meer kanten op kan laten bewegen. Qua vechtstijl lijkt het spel sterk op Tekken. Een van de bekendste gameplay-aspecten is de "Weapon Gauge". Dit is een extra meter die zich onder de gezondheidsmeter van een personage bevindt, en die langzaam leegloopt als dat personage een vijandige aanval blokkeert. Wanneer de meter leeg is, verliest het personage zijn wapen en moet ongewapend verder vechten.
Elk personage beschikt over een serie aanvallen, waarvan er een of twee moeten worden ontsloten alvorens ze te kunnen gebruiken.

## Ontvangst
Door PXExtreme werd het spel in 1997 verkozen tot het beste vechtspel van het jaar.
| Beoordeeld door                 | Jaar | Platform    | Score |
| ------------------------------- | ---- | ----------- | ----- |
| Retrogaming History             | 2009 | PlayStation | 100%  |
| The Video Game Critic           | 1999 | PlayStation | 100%  |
| Play Magazine                   | 1997 | PlayStation | 96%   |
| Hobby Consolas                  | 1997 | PlayStation | 95%   |
| Game Revolution                 | 1997 | PlayStation | 91%   |
| Joystick (French)               | 1997 | PlayStation | 85%   |
| Electronic Gaming Monthly (EGM) | 1997 | PlayStation | 83%   |
| IGN                             | 1997 | PlayStation | 83%   |
| Edge                            | 1997 | PlayStation | 80%   |
| Adrenaline Vault, The (AVault)  | 1999 | PlayStation | 80%   |